# 狩野雅楽助
狩野 雅楽助（かのう うたのすけ、文亀年間（1501-03年）? - 天文8-10年（1539-41年）?）は室町時代後期に活躍した狩野派の絵師。狩野正信の次男で、狩野元信の弟。諱は之信（ゆきのぶ）、雅楽助は通称。号は輞隠（もういん）。

## 略伝
『弁玉集』『丹青若木集』『本朝画史』といった江戸時代初期の画史・画伝類は、狩野雅楽助に関する項目を設けており、狩野派の重要画人だったと推測できる。しかしそれらの記述は豊富とは言い難い。
生没年に関しては、『画事備考』の天正3年（1575年）63歳没説と、『画工譜略』の文亀年中39歳没説がある。前者は父正信が80歳の時の子となり現実性に欠け、『丹青若木集』らにある「早年死」の記述と矛盾する。後者を取ると、兄の元信よりも年長になってしまう。美術史家の松木寛は、『画工譜略』は後世の転写本で写し落としや写し間違いが多いことや、同著の正信・元信・永徳の記述形式との比較から、「文亀年中に生る……三十九而卒」と「に生る」を書き落としたのだと推定している。
以上の論点から、雅楽助は父・正信が70歳近くにもうけた子であり、兄・元信とは二十数歳以上と、親子ほどに年が離れた人物だと想定できる。画風から雅楽助は、元信から画を学んだと思われ、甥の狩野松栄に影響を与えた。『本朝画史』では雅楽助の画風を、元信によく似ており「風格高挙、気韻粛爽」な反面、老成に欠けると評している。しかし、晩年の作だと推定される「松に鴛鴦図屏風] （ボストン美術館蔵）には、前景重視で中景・遠景が圧縮された背景処理や、くねり巨木化しつつある松、左へ流れる動感的な表現が、後の狩野永徳筆「花鳥図襖」（聚光院蔵）と共通し、後の安土桃山時代の豪壮な障壁画に繋がる過渡期の表現を認める意見もある。
確実な遺作は10数点。「之信」「輞隠」の印をもつ作品はもう少し多いが、モチーフがやや硬直化し、画の様式も時代が下ることから、雅楽助の息子・之季などの後継者の作品だと考えられる。なお、川越・喜多院の『職人尽図屏風』（重要文化財）の筆者である狩野吉信は、雅楽助の孫だと言われている。

## 現存作品
| 作品名           | 技法         | 形状・員数   | 寸法（縦x横cm） | 所有者           | 年代           | 落款・印章       | 備考                                                                                   |
| ---------------- | ------------ | ------------ | --------------- | ---------------- | -------------- | ---------------- | -------------------------------------------------------------------------------------- |
| 布袋図           |              | 1幅          |                 | 栃木県立博物館   |                |                  |                                                                                        |
| 布袋図           |              | 紙本墨画淡彩 |                 | 京都国立博物館   |                |                  |                                                                                        |
| 三酸図           |              | 1幅          |                 | 東京国立博物館   |                |                  |                                                                                        |
| 許由巣父図       |              | 双幅         |                 | 東京国立博物館   |                |                  |                                                                                        |
| 四季山水図屏風   | 紙本墨画     | 六曲一双     |                 | 個人             | 30代中期頃     | 「輞隠」「之信」 |                                                                                        |
| 松下麝香猫図屏風 | 紙本墨画淡彩 | 六曲一隻     |                 | サントリー美術館 |                |                  | 伝狩野雅楽助                                                                           |
| 松に麝香猫図屏風 | 紙本墨画淡彩 | 六曲一隻     |                 | ボストン美術館   | 20代末頃の作品 |                  | 伝狩野雅楽助。紙の大きさや継ぎ目が共通することからこの2つは元々1セットだと推測される。 |
| 松に鴛鴦図屏風   | 紙本墨画淡彩 | 六曲一隻     |                 | ボストン美術館   | 晩年の作       |                  | 伝狩野雅楽助                                                                           |

## 参考資料
- 京都国立博物館編集 『室町時代の狩野派 ―画壇制覇への道―』 中央公論美術出版、1999年、ISBN 4-8055-0362-9
- 東京国立博物館ほか編 『ボストン美術館 日本美術の至宝』展図録、NHK・NHKプロモーション発行、2012年

論文
- 松木寛 「狩野雅楽助についての新提案 殿狩野雅楽助筆「花鳥図」屏風をめぐって」辻惟雄先生還暦記念会編『日本美術史の水脈』所収、ぺりかん社、1993年、ISBN 4-8315-0595-1
- 松木寛 「狩野之信の花鳥図屏風 ―謎の画家狩野之信の実像を解明―」『聚美』vol.3、青月社、2012年4月、pp.58-83、ISBN 978-4-8109-1247-0
- 松木寛 「狩野之信と三つの花鳥図屏風」『美術史学』第37号、東北大学大学院文学研究科美術史学講座、2016年3月31日、pp.23-51
- 松木寛 「大仙院障壁画と狩野之信―書院の間の障壁画・中国故事人物図―」『MUSEUM』No.669、東京国立博物館、2017年8月15日、pp.7-22